# Containerfartyg

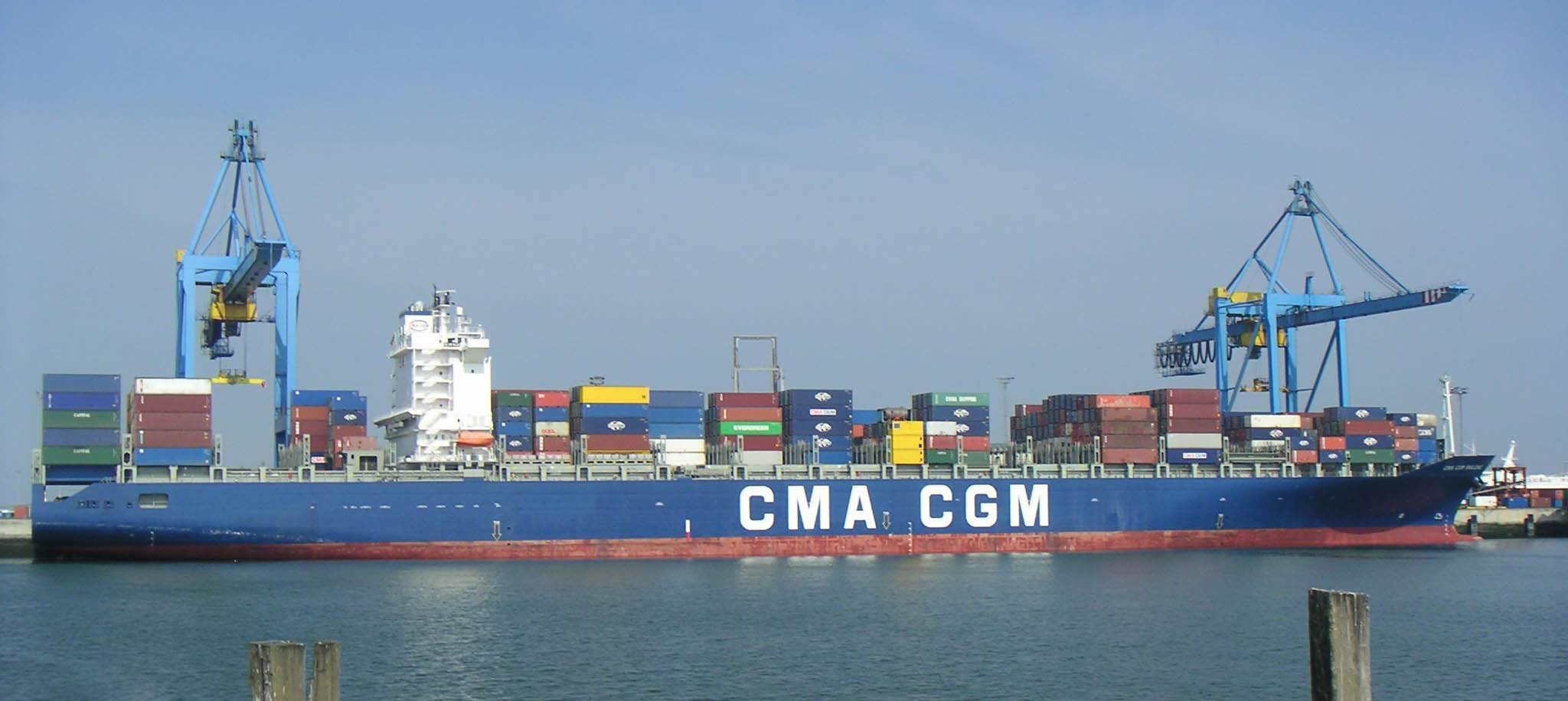
Containerfartyget "CMA CGM Balzac" i Zeebrugges hamn, Belgien.

Storleksjämförelse av några av världens största fartyg. Uppifrån och ner: Knock Nevis, Emma Mærsk, RMS Queen Mary 2, MS Berge Stahl, och USS Enterprise.

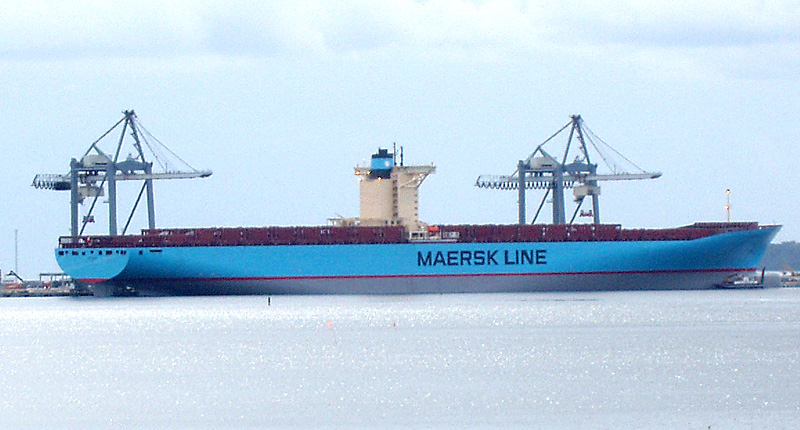
Containerfartyget Emma Mærsk är ett av världens största containerfartyg.

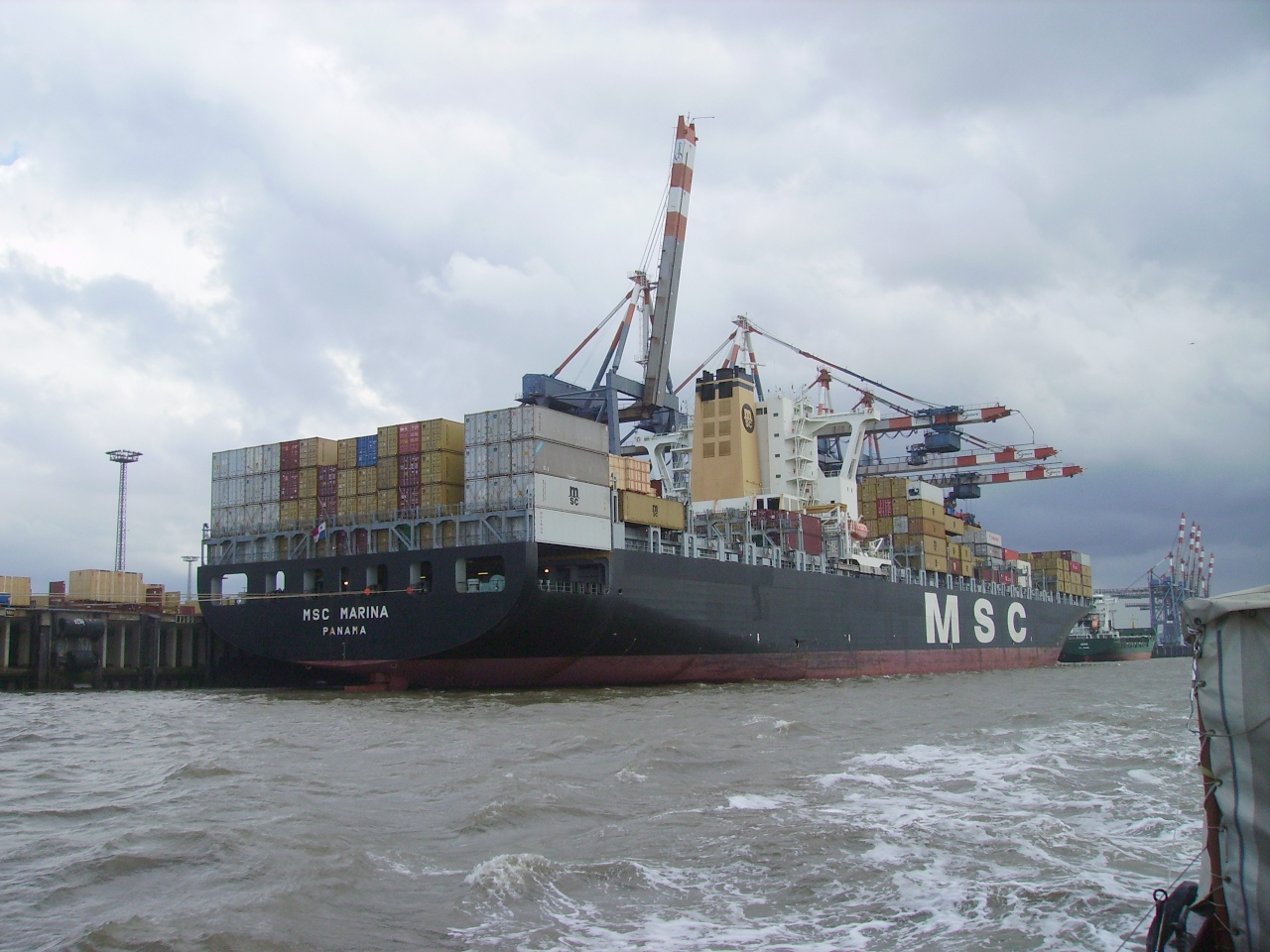
Containerfartyget MSC Marina i Bremerhavens hamn i Tyskland.

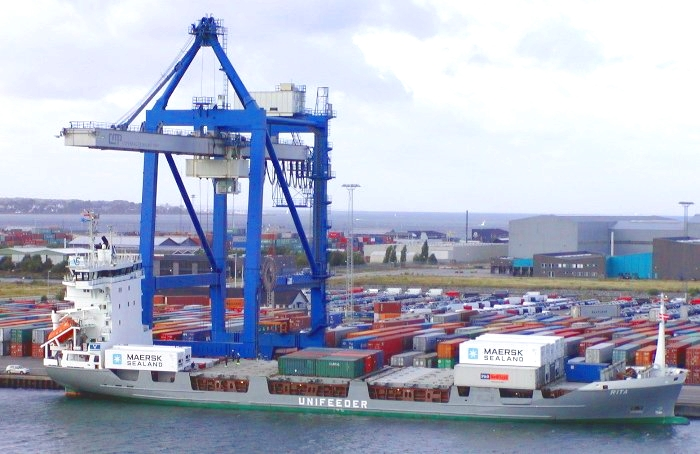
Containerfartyget "Rita" lastar i Köpenhamn.

Containerfartyg är en typ av lastfartyg som lastar ISO-standardiserade containrar. Containrarna lastas eller lossas normalt med containerkranar (Ship-to-Shore-kranar), men det förekommer även att fartyget kan ha egna kranar för denna hantering.

## Historik

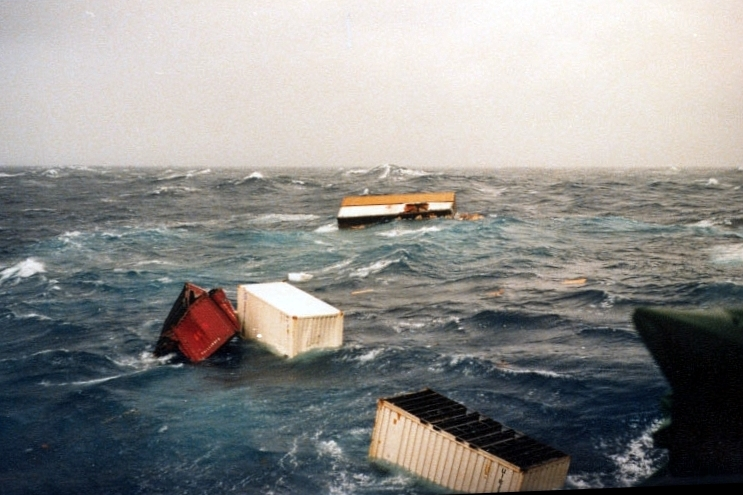
Containrar förlorade till sjöss till följd av storm.

De första containerfartygen var ombyggda tankfartyg som efter andra världskriget fanns i överskott. Det första containerfartyget var Ideal-X, en ombyggd T2-tanker. Under sin första resa i april 1956 mellan Newark, New Jersey och Houston, Texas hade hon en last av 58 containrar om 35 fot vardera. Detta var före standardiseringen av containrar, vilken skedde 1961. Numera används specialiserade containerfartyg. Bortsett från vissa supertankers är dagens containerfartyg några av de absolut största fartyg som byggs.

## Konstruktion
Containerfartyg är konstruerade på sådant sätt att så litet utrymme så möjligt går till spillo. Kapaciteten mäts i antal TEU:s (tjugofotsekvivalenter), motsvarande antalet tjugofotscontainrar som ett fartyg kan lasta.
Fartyg över en viss storlek har inte egen utrustning för lastning och lossning utan betjänas av hamnens containerkranar. Mindre fartyg, med en kapacitet upp till 2.900 TEU:s, är dock ofta utrustade med egna kranar.
Idag transporterar containerfartyg huvuddelen av världens frakt av så kallad torrlast. Last i form av järnmalm, kol och spannmål transporteras dock vanligtvis av bulkfartyg.
Det finns flera olika typer av containerfartyg, dels stora som Emma Mærsk som trafikerar de stora rutterna, och dels mindre (under 1.000 TEU:s) som går i matartrafik från mindre hamnar till större hamnar som till exempel Rotterdam, Nederländerna.

## Varv
Stora containerfartyg (över 7000 TEU:s) har byggts av följande varv:
- Odense Staalskibsværft, Odense, Danmark
- Hyundai Heavy Industries, Ulsan, Sydkorea
- Samsung Heavy Industries, Sydkorea
- Daewoo Shipbuilding & Marine Engineering, Sydkorea
- Imabara Shipbulding, Marugame, Japan
- Japan Marine United tidigare Ishikawajima-Harima Heavy Industries, Kure, Japan
- Mitsubishi Heavy Industries, Nagasaki, Japan

## Risker
Med fartyg som Emma Mærsk ökade kapaciteten till över 14.000 TEU:s, och med fartyg i Maersk Triple E klass till över 18.000 TEU:s. Vid brand eller förlisning ställer detta stora krav på kapacitet hos försäkringsgivare. Ett så stort värde kan också göra fartygen intressanta som objekt för olika typer av organiserad brottslighet, till exempel utförd av nutida pirater.
År 2013 fraktades 120 miljoner containrar på världshaven, vilket med omloppstider på någon eller några månader innebär att något tiotal miljoner containrar ständigt är i omlopp. Enligt vissa uppskattningar hamnar något tusental containrar varje år i havet, vilket kan ske vid stormar och hårt väder. Tappade containrar har vid flera tillfällen gett upphov till farliga kollisioner med mindre segelbåtar.
På grund av det stora antalet containrar och deras konstruktion är man hänvisad till containerns godsmanifest för att veta vad containern innehåller eller vart den ska. Detta gör att förväxlingar eller avsiktliga bedrägerier är svåra att upptäcka.

## Framtid
Större och större containerfartyg har med åren byggts för att nå större kostnadseffektivitet. En begränsning i storlek är Suezmax, det vill säga största möjliga fartyg som kan passera Suezkanalen. Ett fartyg i Suezmax-klassen kan lasta ungefär 14.000 TEU:s, har en dödvikt på cirka 137.000 ton, är 400 meter långt och mer än 50 meter brett och har ett djupgående på nästan 15 meter. För att uppnå 25,5 knop krävs en motoreffekt på cirka 85 MW (cirka 115.000 hästkrafter). Ett exempel på fartyg i denna klass är Emma Mærsk.
Ännu större fartyg är att vänta i form av Malaccamax, det vill säga största möjliga fartyg som kan passera Malackasundet. Ett fartyg i den klassen skulle kunna lasta cirka 18.000 TEU:s, ha en dödvikt på cirka 300.000 ton, vara 470 meter långt, 60 meter brett och ha ett djupgående på 20 meter. För att uppnå en hastighet på 25,5 knop krävs en motoreffekt på cirka 100 MW (cirka 136.000 hästkrafter).
Detta är troligtvis gränsen, innan man måste ändra rutterna för världens allra största containerfartyg. En svårighet är att hitta passande motorer för fartyg av den här storleken, men utvecklingen har lett fram till motorer som MAN B&W K108ME-C samt Wärtsilä-Sulzer RTA96-C.
En annan svårighet är att hitta tillverkare som kan producera de propellrar som behövs, som är cirka 10 meter i diameter och väger upp emot 130 ton. De allra största fartygsstorlekarna ger också problem som att tiden i hamn för lastning och lossning blir lång, och att möjligheten till flexibla ändringar av rutter är begränsad. De största fartygen kommer inte in till vilka hamnar som helst, vilket är samma fenomen som begränsade storleken på supertankers.

## Största fartygen
| Ranking | Byggd | Namn               | Syskonfartyg | Längd   | Bredd  | Max antal TEU | GT     | Ägare               | Flagg     |
| ------- | ----- | ------------------ | ------------ | ------- | ------ | ------------- | ------ | ------------------- | --------- |
| 1       | 2012  | CMA CGM Marco Polo | 8            | 396,0 m | 53,6 m | 16020         | 175343 | CMA CGM             | London    |
| 2       | 2006  | Emma Mærsk         | 7            | 397,7 m | 56,4 m | 14500         | 151687 | Maersk Line         | Danmark   |
| 3       | 2005  | Gudrun Mærsk       | 5            | 367,3 m | 42,8 m | 10150         | 97933  | Maersk Line         | Danmark   |
| 4       | 2006  | Xin Los Angeles    | 6            | 336,7 m | 45,6 m | 9600          | 107200 | CSCL                | Hongkong  |
| 5       | 2006  | Cosco Guangzhou    | 4            | 350 m   | 42,8 m | 9450          | 99833  | Cosco               | Grekland  |
| 6       | 2006  | CMA CGM Medea      | 3            | 350 m   | 42,8 m | 9415          | 99500  | CMA CGM             | Frankrike |
| 7       | 2003  | Axel Mærsk         | 5            | 352,6 m | 42,8 m | 9310          | 93496  | Maersk Line         | Danmark   |
| 8       | 2006  | NYK Vega           | 2            | 338,2 m | 45,6 m | 9200          | 97825  | Nippon Yusen Kaisha | Panama    |
| 9       | 2005  | MSC Pamela         | 5            | 336,7 m | 45,6 m | 9178          | 90500  | MSC                 | Liberia   |
| 10      | 2006  | MSC Madeleine      | 1            | 348,5 m | 42,8 m | 9100          | 107551 | MSC                 | Liberia   |
| 11      | 2006  | Hannover Bridge    | 2            | 336 m   | 45,8 m | 9040          | 89000  | K Line              | Japan     |

## Världens mest trafikerade containerhamnar
| Ranking | Hamn        | Land                  | TEU:s(x1000) | +/- från 2004 | % förändring från 2004 |
| ------- | ----------- | --------------------- | ------------ | ------------- | ---------------------- |
| 1       | Singapore   | Singapore             | 23200        | 1900          | 8,19                   |
| 2       | Hongkong    | Kina                  | 22430        | 500           | 2,28                   |
| 3       | Shanghai    | Kina                  | 18090        | 3536          | 24,30                  |
| 4       | Shenzhen    | Kina                  | 16200        | 2540          | 19,00                  |
| 5       | Busan       | Sydkorea              | 11840        | 349           | 2,95                   |
| 6       | Kaohsiung   | Taiwan (Kina)         | 9471         | 424           | 6,54                   |
| 7       | Rotterdam   | Nederländerna         | 9300         | 1000          | 12,05                  |
| 8       | Hamburg     | Tyskland              | 8086         | 1084          | 13,40                  |
| 9       | Dubai       | Förenade Arabemiraten | 7619         | 1190          | 15,63                  |
| 10      | Los Angeles | USA                   | 7485         | 164           | 2,19                   |